# Octamethylcyclotetrasiloxaan
Octamethylcyclotetrasiloxaan (D4) is een vluchtige organische vloeistof die in veel cosmetische producten aanwezig is. Het is een cyclisch siloxaan met vier siliciumatomen en vier zuurstofatomen. De INCI-naam ervan is cyclotetrasiloxane. De verbinding wordt ook aangeduid met cyclomethicone, maar dat is een verzamelnaam voor cyclodimethylsiloxanen met drie tot en met zeven siliciumatomen. Deze hebben de algemene formule (CH3)2nOnSin, met n = 3 tot en met 7.

## Toepassingen
Octamethylcyclotetrasiloxaan is een ingrediënt in vele make-up-, haar- en huidverzorgingsproducten, deodoranten en antiperspiratieproducten. Het heeft verscheidene functies in cosmetica:
- hairconditioning
- antistatische werking
- oplosmiddel
- viscositeitsregelaar
- vochtvasthoudend middel (humectant)
- huid verzachten en soepel maken (emollient)

In cosmetica worden D4, D5 en D6 vaak samen gebruikt.
Benevens de cosmetische toepassingen worden cyclodimethylsiloxanen vooral gebruikt als monomeer voor de vorming van polydimethylsiloxaan via ringopeningspolymerisatie.